# Scutia buxifolia
Scutia buxifolia är en brakvedsväxtart som beskrevs av Reiss.. Scutia buxifolia ingår i släktet Scutia och familjen brakvedsväxter. Inga underarter finns listade i Catalogue of Life.